# (5208) Royer
(5208) Royer (1989 CH1) – planetoida z pasa głównego asteroid okrążająca Słońce w ciągu 4,21 lat w średniej odległości 2,61 j.a. Odkryta 6 lutego 1989 roku.